# Gatenga (Sektor)
Gatenga (Kinyarwanda Umurenge wa Gatenga) ist einer von 10 Sektoren des Distrikts Kicukiro in Kigali, Ruanda.

## Geographie
Der Sektor hat eine Fläche von 12,4 km² und liegt auf einer Höhe von etwa 1670 m. Nachbarsektoren sind im Norden Kagarama, im Nordosten Kicukiro, Niboye, im Osten Kagarama, im Südosten Gahanga, im Südwesten Mageragere, im Westen Kigarama und im Nordwesten Gikondo. Der Sektor unterteilt sich in die vier Zellen Gatenga, Karambo, Nyanza und Nyarurama.

## Bevölkerung
Nach Stand der Volkszählung von 2022 liegt die Einwohnerzahl bei 67.084. Zehn Jahre zuvor waren es 48.640, was einem jährlichen Bevölkerungszuwachs von 3,3 Prozent zwischen 2012 und 2022 entspricht.

## Verkehr
Entlang der Nordostgrenze des Sektors verläuft die Nationalstraße 5.